# Szepligetella erythrocnemis
Szepligetella erythrocnemis är en stekelart som först beskrevs av August Schletterer 1889.  Szepligetella erythrocnemis ingår i släktet Szepligetella och familjen hungersteklar. Inga underarter finns listade i Catalogue of Life.